# Ricardo Pascual del Pobil y Chicheri
Ricardo Pascual del Pobil y Chicheri (Alacant, 1871 - 1943) fou un empresari, propietari agrícola i polític valencià, alcalde d'Alacant durant el primer terç del segle xx. Net del polític José Pascual del Pobil Guzmán.
Fou un destacat dirigent del Sindicat de Regants de l'Horta d'Alacant, professor de l'Escola de Comerç d'Alacant i membre del Partit Conservador, amb el que fou escollit regidor d'Alacant el 1909 i alcalde de 1909 a 1910. Després es va passar al sector maurista del partit, amb el que fou novament alcalde el 1914-1915. Finalment va formar part del Partit Demòcrata, amb el que fou novament alcalde el 1917-1918. El 1919 fou membre de la Cambra Agrària Comercial i el 1923 membre del consell d'administració de la Caixa d'Estalvis d'Alacant. Entre febrer i abril de 1931 fou novament alcalde d'Alacant; després de les eleccions municipals espanyoles de 1931 fou escollit regidor pel grup monàrquic.
En esclatar la guerra civil espanyola va haver de fugir d'Alacant i es passà a la zona revoltada, col·laborant activament amb ells. El 4 d'abril de 1939 fou nomenat delegat governatiu a l'Ajuntament i a l'Escola de Comerç. La seva filla Isabel Pascual del Pobil y Ravello va estar casada amb Nicolás Franco Bahamonde, germà gran del dictador.